# Mont Norikura
Le mont Norikura (乗鞍岳, Norikura-dake) est un stratovolcan du Japon située à la frontière entre la préfecture de Gifu et la préfecture de Nagano, dans le parc national de Chūbu-Sangaku.
Il fait partie des 100 montagnes célèbres du Japon.